# Eugnophomyia juniniana
Eugnophomyia juniniana is een tweevleugelige uit de familie steltmuggen (Limoniidae). De soort komt voor in het Neotropisch gebied.